# Sinagoga di Sabbioneta
La sinagoga di Sabbioneta, edificata nel 1824 in stile neoclassico, si trova all'interno di un palazzo cinquecentesco in via Bernardino Campi 1, all'angolo con la piazzetta della chiesa di San Rocco. La tipologia è quella delle sinagoghe dell'epoca precedente all'emancipazione, prive di segni distintivi esterni, riccamente decorate all'interno.

## Storia
La decisione di costruire la sinagoga fu presa nel 1821 dalla locale comunità ebraica per marcare la sua autonomia amministrativa da Mantova. A Sabbioneta non esisteva il ghetto, non vi erano quindi obblighi specifici di locazione; permanevano tuttavia ancora le limitazioni per la costruzione di un edificio monumentale, limitazioni che sarebbero cadute solo con l'emancipazione. La scelta cadde sull'ala di un edificio cinquecentesco messo a disposizione dal proprietario, Salomone Foà, dove sembra  già esistesse un precedente oratorio. Il progetto di Carlo Visioli, ideatore anche della sinagoga di Viadana, fu portato a compimento nel 1824.
L'ingresso della sinagoga si trova, al piano terra, sotto un portico di colonne marmoree. Da un piccolo atrio si accede allo scalone di marmo che conduce al piano superiore alla sala di preghiera; un'ulteriore rampa porta al piano del matroneo.
L'ampio interno monumentale in stile neoclassico ha forma rettangolare. I pregevoli stucchi sulla volta a cassettoni furono eseguiti nel 1840 dall'artista svizzero Pietro Bolla. Anche le pareti sono ornate con decorazioni a stucco e a finto marmo di diversi colori. L'aron è collocato tra due imponenti colonne con capitelli corinzi ed è sormontato da un timpano con una scritta in ebraico a caratteri dorati. All'area dell'aron si accede attraverso un cancelletto di ferro battuto. Sul lato opposto una coppia identica di colonne sostiene il matroneo, chiuso da una fitta grata di legno. Nella sala, illuminata da una fila di finestre, sono collocati gli originari banchi ottocenteschi.
Nel Novecento la sinagoga conobbe un lungo periodo di abbandono. Il degrado fu tale che la sala divenne un luogo fatiscente e pericolante; alcuni degli arredi più preziosi furono rimossi e trasferiti altrove, a Modena o in Israele. La perdita più grave è quella dell'antico aron ligneo cinquecentesco, proveniente dalla sinagoga precedente, che dal 1970 si trova nella Casa Strauss presso il muro del Pianto a Gerusalemme.  Negli anni novanta comincia l'inversione di tendenza. Nel 1994, l'edificio è stato oggetto di un accurato restauro, a cura della Soprintendenza ai beni culturali e architettonici di Brescia (con il contributo finanziario della Pro Loco di Sabbioneta). La sinagoga, cui il restauro ha restituito lo splendore originario, ha ricevuto una degna sistemazione museale che ne ha fatto in breve tempo un frequentato luogo di visite, attraverso una cogestione tra la comunità ebraica di Mantova (proprietaria dell'ambiente) e l'Associazione Pro Loco di Sabbioneta.